# Denis Hart
Denis James Hart (ur. 16 maja 1941 w Melbourne) – australijski duchowny rzymskokatolicki, arcybiskup Melbourne w latach 2001–2018.

## Życiorys
Jest on najstarszym z trójki dzieci Kevina Jamesa i Annie Eileeny z Larkanów Hartów. W 1946 r. rozpoczął naukę w szkole braci marystów w Melbourne, którą kontynuował w Xavier College należącym do oo. jezuitów. W latach 1960–1963 studiował w tamtejszym Seminarium Duchownym w i do 1967 w Sydney.
22 lipca 1967 przyjął święcenia kapłańskie w katedrze św. Patryka. Przez rok był kapelanem w Austin Hospital w Melbourne. Był początkowo wikariuszem w parafii św. Brygidy. W latach 1969–1974 pracował w parafii katedralnej. W roku 1987 został proboszczem parafii św. Józefa w West Brunswick. 1 września 1996 r. został wikariuszem generalnym i moderatorem kurii, a później konsultant diecezjalny, przewodniczący Diecezjalnej Komisji Liturgicznej. Następnie był zastępca przewodniczącego Diecezjalnego Funduszu Renowacyjnego i zastępcą przewodniczącego Wydziału Finansów. Sekretarz Rzymskokatolickiej Korporacji Kredytowej na rzecz Diecezji. Był też, z racji pełnionego urzędu, członkiem komitetu doradczego arcybiskupa, mianowanym członkiem Komisji ds. Datków Pieniężnych.
10 listopada 1997 został biskupem pomocniczym archidiecezji Melbourne i tym samym biskupem tytularnym Vagada. Został konsekrowany 9 grudnia tego roku. Jako biskup zachował wszystkie dotychczasowe urzędy. Dodatkowo pracował w południowej części archidiecezji. Był Sekretarzem Biskupów Metropolii Melbourne i wykładowcą Australijskiego Uniwersytetu Katolickiego.
Na Konferencji Australijskich Biskupów Katolickich był przewodniczącym Komisji ds. Informacji i Administracji oraz członkiem Komisji Liturgicznej Biskupów. Odtąd jest wiceprezesem Międzynarodowej Komisji Języka Angielskiego w Liturgii. W listopadzie i grudniu 1998 r. uczestniczył w Synodzie Oceanii w Watykanie.
22 czerwca 2001 został wybrany Arcybiskupem Melbourne. 1 sierpnia odbył ingres do katedry w Melbourne zastępując ks. abpa George’a Pella. 29 czerwca 2018 papież przyjął jego rezygnację z pełnionego urzędu.
4 maja 2012 został wybrany przewodniczącym Konferencji Episkopatu Australii.